# أديلتو باتيستا دا سيلفا
أديلتو باتيستا دا سيلفا (بالبرتغالية: Adalto Batista da Silva‏) (30 أغسطس 1978 في البرازيل – )؛ هو لاعب كرة قدم سابق كان يلعب كلاعب وسط.

## وصلات خارجية
- أديلتو باتيستا دا سيلفا على موقع اتحاد تركيا (لاعب) (الإنجليزية)
- أديلتو باتيستا دا سيلفا على موقع رابطة كرة القدم اليابانية للمحترفين (اليابانية)
- أديلتو باتيستا دا سيلفا على موقع قاعدة بيانات كرة القدم.إي يو (الإنجليزية)
- أديلتو باتيستا دا سيلفا على موقع Soccerway.com (الإنجليزية)
- أديلتو باتيستا دا سيلفا على موقع عالم كرة القدم.نت (الإنجليزية)